# 向田町 (名古屋市)
向田町（むかいだちょう）は、愛知県名古屋市中区の地名。

## 歴史

### 沿革
- 1911年（明治44年）11月1日 - 中区東古渡の一部により、同区向田町として成立[1]。
- 1974年（昭和49年）5月11日 - 一部が中区金山三丁目[1]、平和二丁目[3]に編入される。
- 1979年（昭和54年）6月3日 - 全域が中区金山五丁目に編入され、消滅[1]。